# ライムンド・デ・マドラーソ
ライムンド・デ・マドラーソ（Raimundo de Madrazo y Garreta、1841年7月24日 – 1920年9月15日）はスペインの画家である。

## 略歴
スペインの有名な画家の一族マドラーソ家の一人である。祖父のホセ・デ・マドラーソは肖像画家で、父親のフェデリコ・デ・マドラーソも肖像画家で王立サン・フェルナンド美術アカデミーの校長などを務めた人物で、ライムンド・デ・マドラーソは父親がしばらく働いていた、ローマで生まれた。弟のリカルド・デ・マドラーソ(Ricardo de Madrazo:1852-1917)も画家になり、妹のセシリア・デ・マドラーソ(Cecilia de Madrazo:1846-1932)は画家マリアノ・フォルトゥーニの配偶者となった。

祖父や父親から絵を学び、王立サン・フェルナンド美術アカデミーに入学し、カルロス・ルイス・デ・リベラ(Carlos Luis de Ribera)やカルロス・デ・アエス(Carlos de Haes)に学んだ。1860年にパリに移って、レオン・コニエのもとで修業した。パリではベルギー出身の人気のあった人物画家のアルフレッド・ステヴァンスと親しくなり影響を受けた。
パリの展覧会に出展し、絵を売るためにニューヨークへも訪れた。ニューヨークでは鉄道事業で財をなしたヴァンダービルト家や富豪のアレクサンダー・ターニー・スチュアートが顧客となった 。スペインでの展覧会にはあまり出展せず、1882年には画商のジョルジュ・プティが企画した、ステヴァンスやジュゼッペ・デ・ニッティスと共にパリ在住の外国人画家の展覧会を開いた 。サロン・ド・パリにもたびたび出展し、1889年のパリ万国博覧会の展覧会にも出展し、賞を得た。パリでマドレーヌ・ルメールが開く有名なサロンに常時出入りするようになった。
生涯の大半をパリで活動したが、1860年代後半に弟とローマでしばらく過ごし、妹のセシリアがと結婚した画家のマリアノ・フォルトゥーニのスタジオで働いた。普仏戦争中はグラナダで暮らした。
1914年に、ヴェルサイユに移り、6年後に亡くなった。息子のフェデリコ・デ・マドラーソ・イ・オチョア(Federico de Madrazo y Ochoa:1875-1934)も画家になった。

## 作品

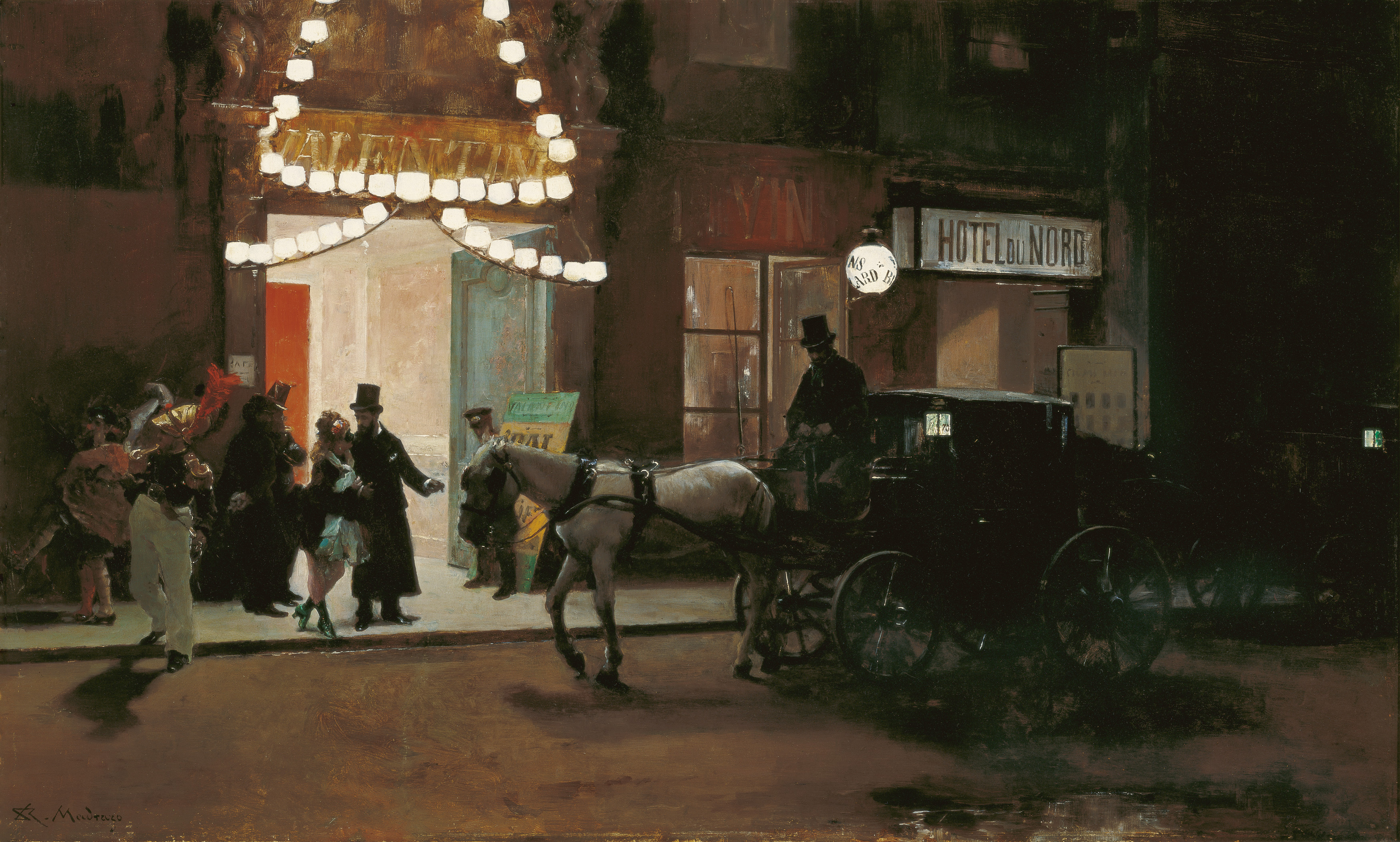
仮面舞踏会の会場出口 (c.1885)
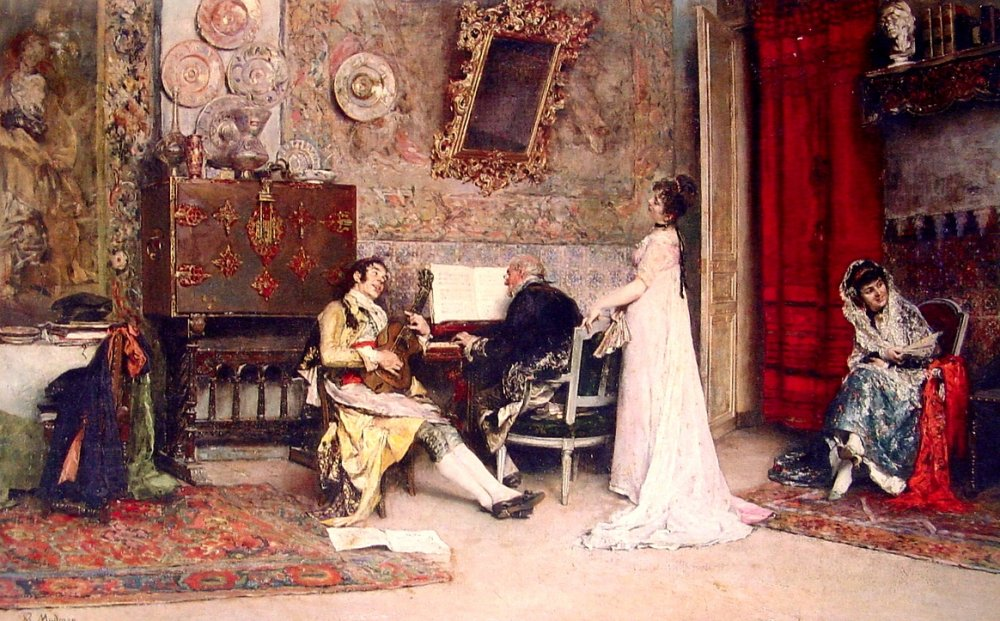
音楽の練習
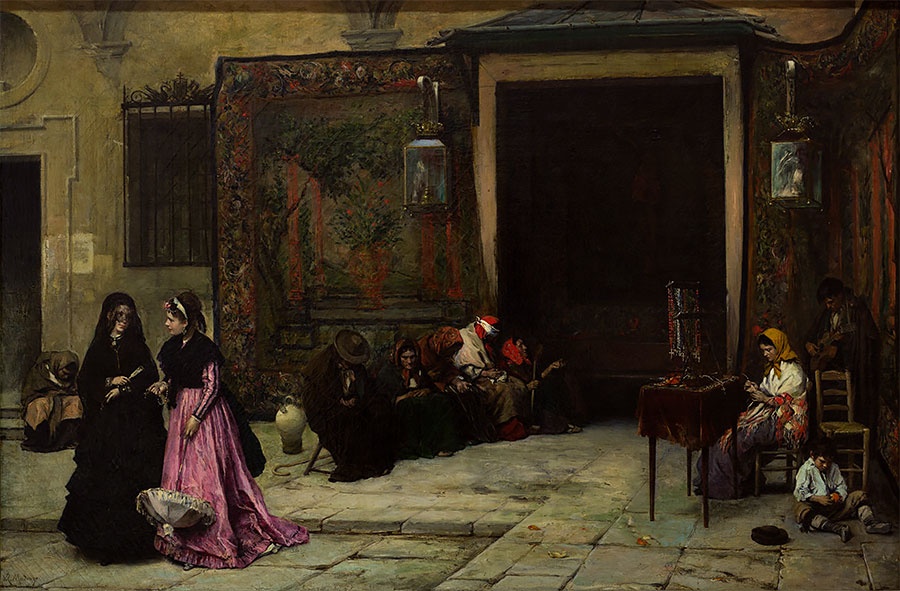
サンヒネス教会のアトリウム (1867)

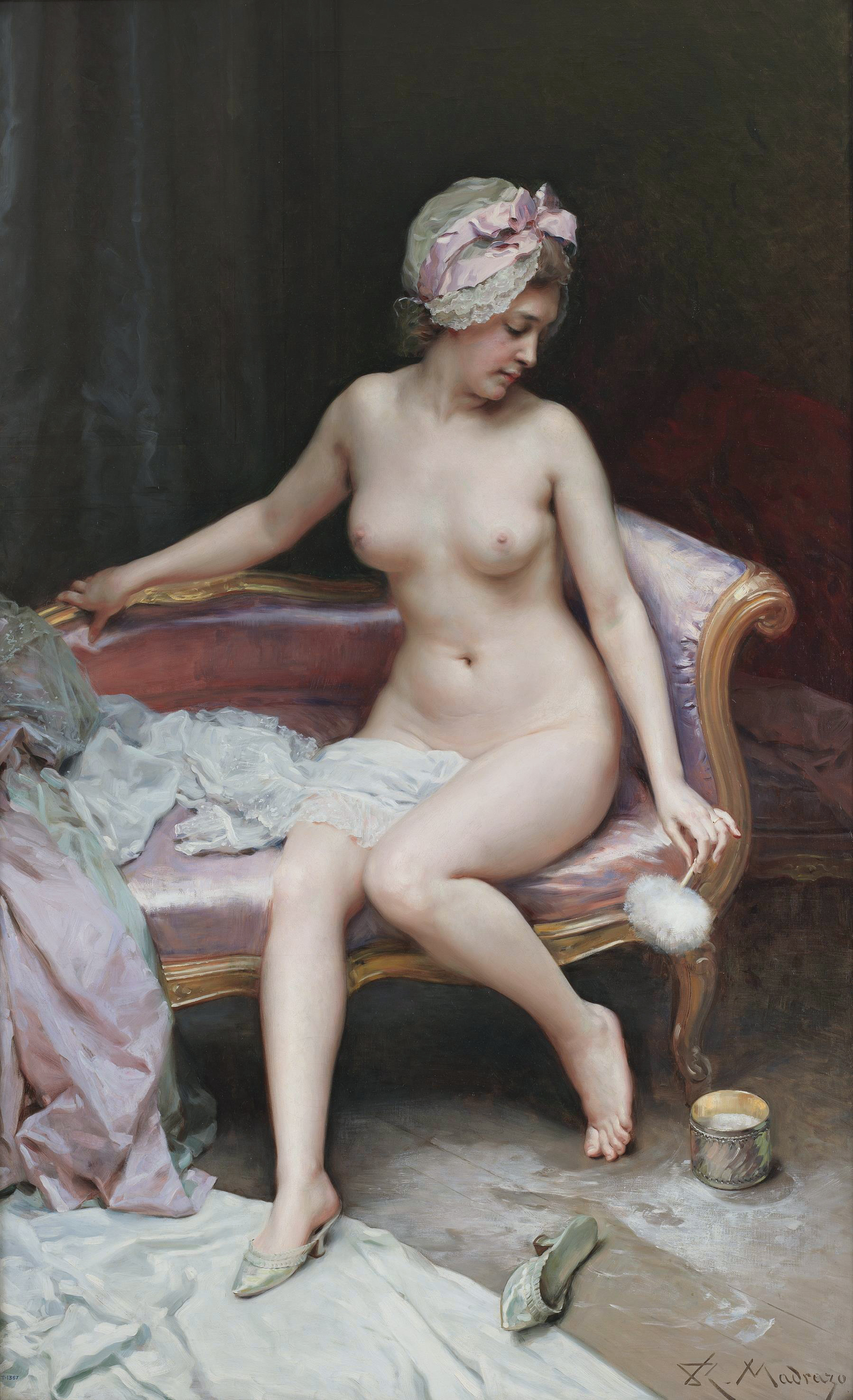
入浴の後 (1895)
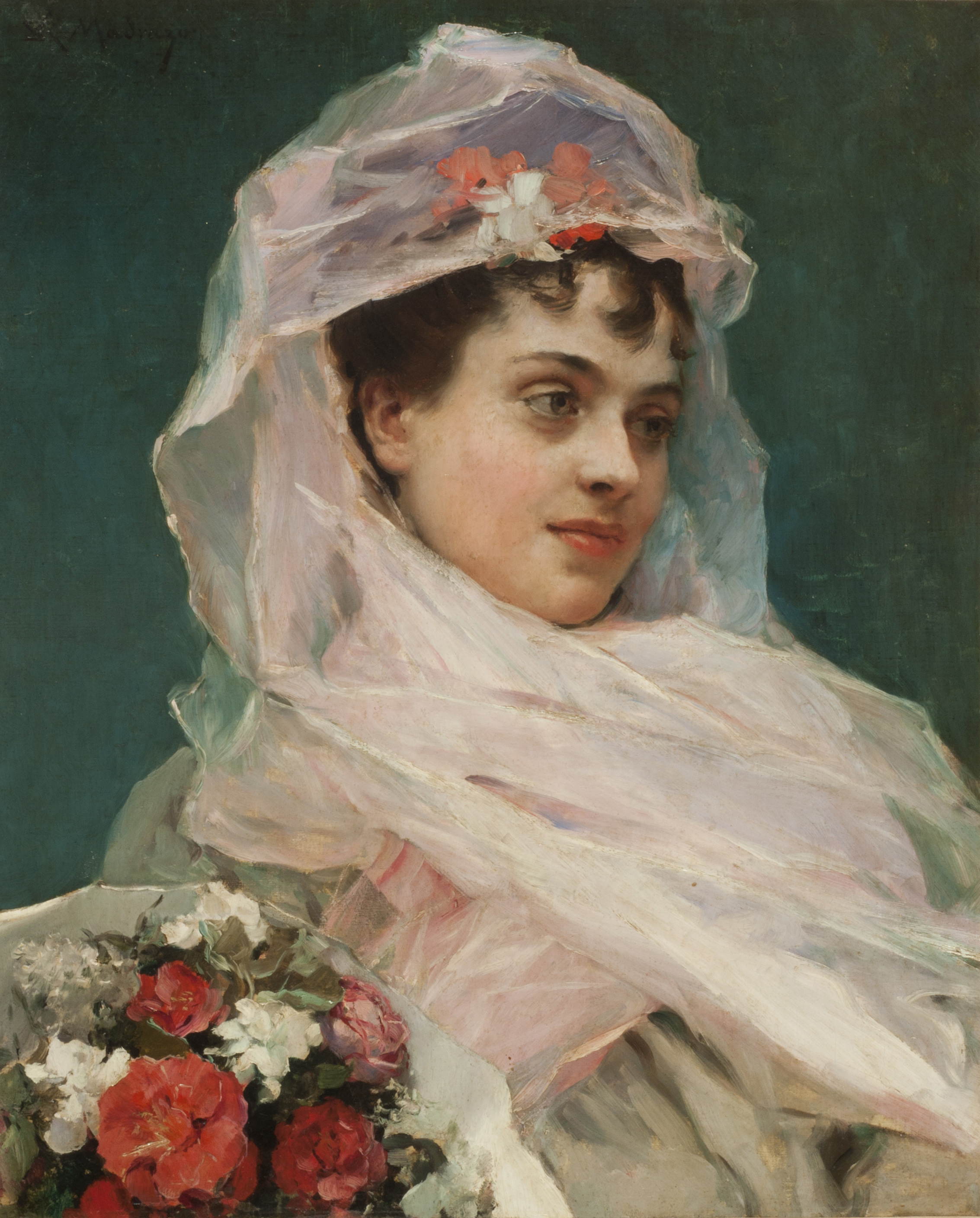
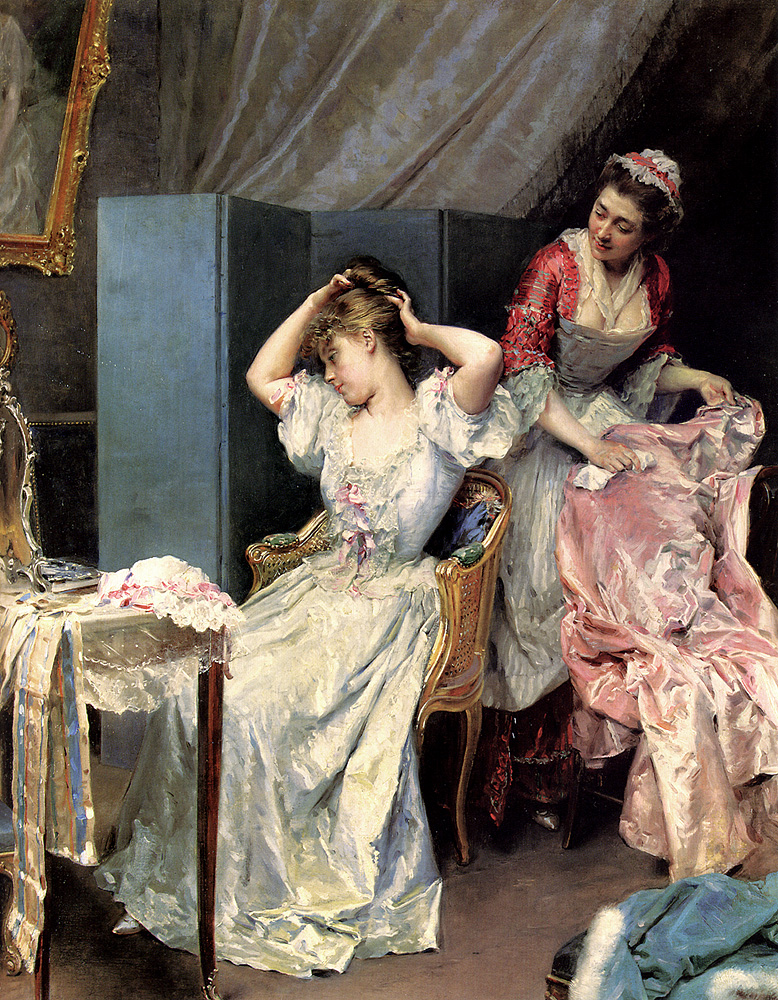
化粧 (1890s)
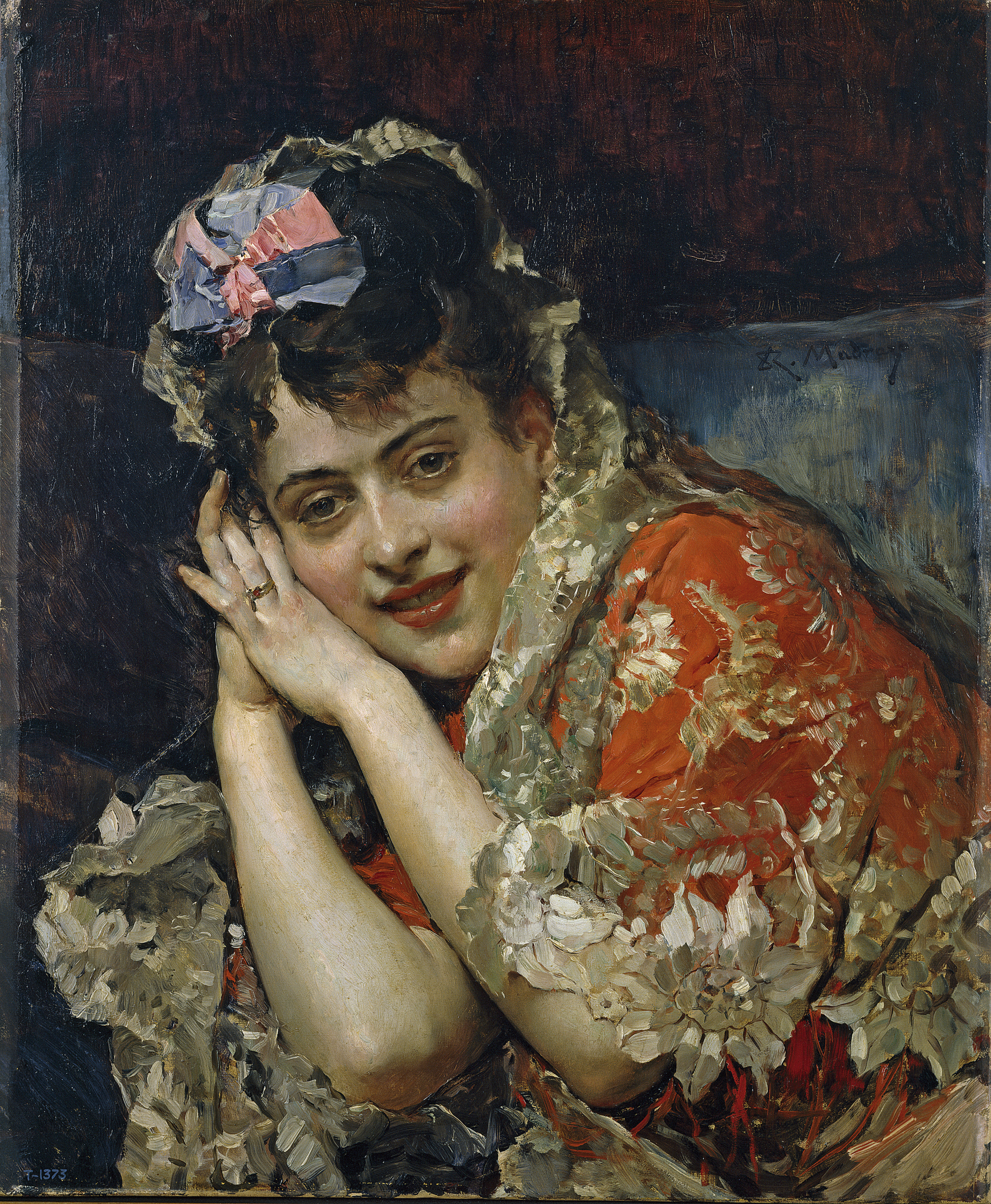

## 関連図書
- Raimundo de Madrazo (1842-1920), exhibition catalog, Zaragoza, Proedi Promociones Editoriales, 1996. ISBN 84-89640-02-5
- Portús Pérez, Javier, The Spanish Portrait: from El Greco to Picasso. London: Scala, 2004. ISBN 978-1-85759-374-7
- El Legado Ramón de Errazu, Rico, Fortuny y Madrazo, exhibition catalog, Madrid, Museo Nacional del Prado, 2005. ISBN 84-8480-086-5
- Assier, Mathilde, Raimundo de Madrazo (1841-1920), aux confins de la modernité, 2012.
- Raimundo de Madrazo y Garreta (1841-1920), Portrait of Isabelle McCreery, 1880. http://www.jansantiques.com/Lot/jac2025.php